# بيريفورم (شركة)
بيريفورم هي شركة تطوير برمجيات مملوكة للقطاع الخاص يقع مقرها في لندن، المملكة المتحدة. تقوم الشركة بتطوير برامج التنظيف وتسريع الاجهزة مثل برنامج سي كلينر و ركفا لمنصات مايكروسوفت ويندوز وماك. 

## وصلات خارجية
- الموقع الرسمي